# Melanoleuca
Melanoleuca Pat., Cat. Rais. Pl. Cellul. Tunisie (Paris): 22 (1897).
Melanoleuca è un genere di funghi basidiomiceti della famiglia Tricholomataceae.

## Specie diMelanoleuca
La specie tipo è Melanoleuca vulgaris (Pat.) Pat. (1897), altre specie incluse sono:
- Melanoleuca abutyracea (Cleland) Grgur. (1985)
- Melanoleuca acris (Peck) Murrill (1914)
- Melanoleuca adstringens (Pers.) Konrad
- Melanoleuca adusta Murrill (1939)
- Melanoleuca alabamensis Murrill
- Melanoleuca alachuana Murrill (1938)
- Melanoleuca albifolia Boekhout (1988)
- Melanoleuca albissima (Peck) Murrill (1914)
- Melanoleuca alboflavida (Peck) Murrill (1914)
- Melanoleuca amica (Fr.) Singer (1943)
- Melanoleuca angelesiana A.H. Sm. (1944)
- Melanoleuca angustifolia Murrill
- Melanoleuca anomala Murrill
- Melanoleuca arcuata (Bull.) Singer (1935)
- Melanoleuca arenicola Murrill
- Melanoleuca aromatica Murrill
- Melanoleuca atripes Boekhout (1988)
- Melanoleuca aurantia Murrill
- Melanoleuca australis Murrill (1945)
- Melanoleuca avellanea Murrill
- Melanoleuca avellaneifolia Murrill
- Melanoleuca azalearum Murrill
- Melanoleuca balansae (Speg.) Singer (1950)
- Melanoleuca bataillei Malençon (1975)
- Melanoleuca bicolor Murrill
- Melanoleuca borealis L.S. Gillman & O.K. Mill. (1977)
- Melanoleuca brachyspora Harmaja (1985)
- Melanoleuca bresadolae (Singer)Bon
- Melanoleuca bresadolana Bon (1988)
- Melanoleuca brevipes (Bull.) Pat. (1900)
- Melanoleuca brevispora Singer (1954)
- Melanoleuca brevispora Harmaja (1978)
- Melanoleuca brunnea Kalamees (1987)
- Melanoleuca calceifolia Murrill (1946)
- Melanoleuca californica Murrill
- Melanoleuca candida (Velen.) Singer (1943)
- Melanoleuca castaneofusca Contu (1998)
- Melanoleuca catalaunica Singer (1935)
- Melanoleuca cavipes Métrod (1948)
- Melanoleuca centralis (Peck) Murrill (1914)
- Melanoleuca chrysenteroides (Peck) Murrill (1914)
- Melanoleuca cinchonensis (Murrill) Singer (1943)
- Melanoleuca cinerascens D.A. Reid (1967), (= * Melanoleuca exscissa var. exscissa)
- Melanoleuca cinereifolia (Bon) Bon (1978)
- Melanoleuca citrinifolia Murrill (1938)
- Melanoleuca clelandii Grgur. (1985)
- Melanoleuca cnista (Fr.)Kühner
- Melanoleuca cognata (Fr.) Konrad & Maubl. (1927)
- Melanoleuca collybiiformis Murrill
- Melanoleuca compressipes Murrill
- Melanoleuca congregata Bertault ex Contu (1993)
- Melanoleuca consequens (Britzelm.)Konrad & Maublanc
- Melanoleuca conspurcata (Berk. & Broome) Pegler (1986)
- Melanoleuca contracta Métrod (1948)
- Melanoleuca contracta Métrod ex Fontenla, Gottardi & Para
- Melanoleuca crassotunicata Singer (1943)
- Melanoleuca cremeospora Singer (1989)
- Melanoleuca curtipes (Fr.) Bon (1972)
- Melanoleuca davisiae (Peck) Murrill (1914)
- Melanoleuca decembris Métrod (1942)
- Melanoleuca decembris Métrod ex Bon (1986)
- Melanoleuca dehiscens (Kalchbr.) Singer (1942)
- Melanoleuca demangei (Pat.) Zhu L. Yang (2000)
- Melanoleuca deserticola (Speg.) Singer (1950)
- Melanoleuca deusta (Cleland) Grgur. (1985)
- Melanoleuca dichropus (Fr.) Murrill (1911)
- Melanoleuca diverticulata G. Moreno & Bon (1980)
- Melanoleuca dryophila Murrill
- Melanoleuca earleae Murrill
- Melanoleuca earlei (Murrill) Singer (1942)
- Melanoleuca eccentrica A.H. Sm. (1944)
- Melanoleuca edura (Banning & Peck) Murrill (1914)
- Melanoleuca eduriformis Murrill
- Melanoleuca electropoda Maire & Malençon (1975)
- Melanoleuca entoloma Murrill (1942)
- Melanoleuca equestris Murrill
- Melanoleuca evecta (Grove) Singer
- Melanoleuca evenosa (Sacc.) Konrad (1927)
- Melanoleuca exscissa (Fr.) Singer
- Melanoleuca farinacea Murrill
- Melanoleuca favrei Bon (1990)
- Melanoleuca ferruginescens Murrill (1945)
- Melanoleuca flavocerina (Pat.) Raithelh.
- Melanoleuca floridana Murrill (1945)
- Melanoleuca friesii (Bres.) Bon (1978)
- Melanoleuca fuliginea (Peck) Murrill (1914)
- Melanoleuca fulvidisca Murrill (1945)
- Melanoleuca fumescens (Peck) Murrill (1914)
- Melanoleuca fumidella (Peck) Murrill (1914)
- Melanoleuca fumosella Murrill
- Melanoleuca fumosolutea (Peck) Murrill (1914)
- Melanoleuca furva (Fr.) Neuhoff (1967)
- Melanoleuca fusca (Cleland) Grgur. (1985)
- Melanoleuca graminicola (Velen.) Kühner & Maire (1934)
- Melanoleuca grammopodia (Bull.) Murrill (1914)
- Melanoleuca gravis (Peck) Murrill (1914)
- Melanoleuca griseofumosa Secr. ex Singer & Clémençon (1973)
- Melanoleuca guzmanii Courtec. & J. Pfister (1984)
- Melanoleuca harperi Murrill (1913)
- Melanoleuca heterocystidiosa (Bon & Beller) Bon (1984)
- Melanoleuca heterocystidiosa (Bon & Bellù) Bon
- Melanoleuca humilis (Pers.) Pat. (1900)
- Melanoleuca hygrophorus Murrill (1945)
- Melanoleuca impolitoides (Peck) Murrill (1914)
- Melanoleuca infantilis (Peck) Murrill (1914)
- Melanoleuca inocybiformis Murrill (1914)
- Melanoleuca intermedia (Peck) Murrill (1914)
- Melanoleuca intervenosa Métrod (1948)
- Melanoleuca intervenosa Métrod ex Bon (1990)
- Melanoleuca iris Kühner (1956)
- Melanoleuca jalapensis Murrill
- Melanoleuca jamaicensis Murrill (1911)
- Melanoleuca kauffmanii Murrill
- Melanoleuca kavinae (Pilát & Veselý) Singer (1936)
- Melanoleuca krieglsteineri Pázmány (1987)
- Melanoleuca langei (Boekhout) Bon (1990)
- Melanoleuca lapataiae Raithelh. (1971)
- Melanoleuca lasciviformis Murrill (1946)
- Melanoleuca lata (Peck) Murrill (1914)
- Melanoleuca lateraria (Peck) Murrill (1914)
- Melanoleuca leucocephaloides (Peck) Murrill (1914)
- Melanoleuca leucophylloides (Bon) Bon (1980)
- Melanoleuca lewisii A.H. Sm. & P.M. Rea (1944)
- Melanoleuca longipes Murrill
- Melanoleuca longispora Singer (1950)
- Melanoleuca lugubris (Peck) Murrill (1914)
- Melanoleuca luteolosperma (Britzelm.) Singer (1935)
- Melanoleuca luteomaculans (G.F. Atk.) Murrill (1914)
- Melanoleuca mackleri Singer (1989)
- Melanoleuca maculata Murrill (1940)
- Melanoleuca maculatescens (Peck) Murrill (1914)
- Melanoleuca magna (Banning & Peck) Murrill (1914)
- Melanoleuca malenconii Bon (1990)
- Melanoleuca malodora Murrill (1942)
- Melanoleuca margarita Murrill (1940)
- Melanoleuca maritima Huijsman (1978)
- Melanoleuca media (Paulet ex Brebeck) Bon (1978)
- Melanoleuca melaleuca (Pers.) Murrill (1911)
- Melanoleuca melaleuciformis Murrill (1946)
- Melanoleuca melaniceps (Cooke & Massee) Pegler (1965)
- Melanoleuca melanosarx Singer (1954)
- Melanoleuca memmingeri Murrill
- Melanoleuca meridionalis G. Moreno & Barrasa (1978)
- Melanoleuca metrodiana Bon (1988)
- Melanoleuca metrodii Bon (1982)
- Melanoleuca microcephala (P. Karst.) Singer (1962)
- Melanoleuca microsperma Murrill (1946)
- Melanoleuca microspora (Ellis) Murrill (1914)
- Melanoleuca microspora O.K. Mill. (1977)
- Melanoleuca mirabilis (Bres.) Singer (1942)
- Melanoleuca montana (Britzelm.) Singer (1935)
- Melanoleuca myceniformis Singer (1969)
- Melanoleuca nigrescens (Bres.) Bon (1978)
- Melanoleuca nigripes Métrod (1948)
- Melanoleuca nivea Métrod (1962)
- Melanoleuca nivea Métrod ex Boekhout (1988)
- Melanoleuca niveipes (Peck) Murrill (1914)
- Melanoleuca nuciolens Murrill
- Melanoleuca odora (Peck) Murrill (1914)
- Melanoleuca odorifera Murrill
- Melanoleuca olesonii Murrill
- Melanoleuca olivaceoflavum Murrill
- Melanoleuca oreades Murrill
- Melanoleuca oreina (Fr.) Kühner & Maire (1934)
- Melanoleuca paedida (Fr.) Kühner & Maire (1934)
- Melanoleuca paeonia (Fr.) Murrill (1914)
- Melanoleuca pallida (Peck) Murrill (1914)
- Melanoleuca pallida L.S. Gillman & O.K. Mill. (1977)
- Melanoleuca parisianorum R. Haller Aar. ex Bon (1987)
- Melanoleuca parisiorum R. Haller Aar. (1953)
- Melanoleuca peralba Murrill (1942)
- Melanoleuca permixta Raithelh. (1974)
- Melanoleuca pinicola Murrill
- Melanoleuca piperata (Peck) Murrill (1914)
- Melanoleuca piperatiformis Murrill (1946)
- Melanoleuca planiceps (Peck) Singer (1943)
- Melanoleuca platyphylla Murrill
- Melanoleuca platyphylloides Murrill (1945)
- Melanoleuca polioleuca (Fr.) G. Moreno (1934)
- Melanoleuca polito-inaequalipes (Beguet) Bon (1978)
- Melanoleuca polito-inaequalipes Beguet ex Traverso & Zotti (2002)
- Melanoleuca portolensis Murrill
- Melanoleuca praebulbosa Murrill (1942)
- Melanoleuca praecox Murrill
- Melanoleuca praemagna Murrill
- Melanoleuca pseudobrevipes Bon (1986)
- Melanoleuca pseudobrevipes Bon (1990)
- Melanoleuca pseudoevenosa Bon ex Bon & G. Moreno (1980)
- Melanoleuca pseudoluscina Bon (1980)
- Melanoleuca pseudopaedida Bon (1990)
- Melanoleuca pseudorasilis Caillon & Frouin ex Dromer (1984)
- Melanoleuca pseudosordida (Singer) Murrill (1949)
- Melanoleuca pulverulentipes Murrill
- Melanoleuca queletii Bon (1990)
- Melanoleuca radicata (Peck) Murrill (1914)
- Melanoleuca reae Singer (1935)
- Melanoleuca resplendens (Fr.) Murrill (1914)
- Melanoleuca rhinaria (Berk. & M.A. Curtis) Murrill (1914)
- Melanoleuca rimosa (Peck) Murrill (1914)
- Melanoleuca robertiana Bon (1990)
- Melanoleuca robinsoniae Murrill (1914)
- Melanoleuca roseobrunnea Murrill
- Melanoleuca rubrica Raithelh. (1993)
- Melanoleuca rudericola Murrill
- Melanoleuca rufipes Bon (1978)
- Melanoleuca russula (Scop.) Murrill (1914)
- Melanoleuca russuloides (Murrill) Murrill (1952)
- Melanoleuca schumacheri (Fr.) Singer (1943)
- Melanoleuca secedifolia Murrill
- Melanoleuca serratifolia (Peck) Murrill (1914)
- Melanoleuca silvatica Quél. (1914)
- Melanoleuca silvaticoides Murrill (1945)
- Melanoleuca sparrei Singer (1953)
- Melanoleuca spegazzinii (Sacc. & D. Sacc.) Singer (1950)
- Melanoleuca stepposa Vacek (1950)
- Melanoleuca striatella Murrill
- Melanoleuca striatifolia (Peck) Murrill (1914)
- Melanoleuca strictipes (P. Karst.) Jul. Schäff. (1951)
- Melanoleuca stridula (Fr.) Singer (1943)
- Melanoleuca striimarginata Métrod (1942)
- Melanoleuca striimarginata Métrod ex Bon (1990)
- Melanoleuca striimarginata Métrod (1990)
- Melanoleuca subacida Murrill
- Melanoleuca subacris Murrill (1942)
- Melanoleuca subacuta (Peck) Murrill (1914)
- Melanoleuca subalpina (Britzelm.) Bresinsky & Stangl (1976)
- Melanoleuca subannulata (Peck) Murrill (1914)
- Melanoleuca subargillacea Murrill
- Melanoleuca subbrevipes Métrod (1942)
- Melanoleuca subcinerea (Peck) Murrill (1914)
- Melanoleuca subcinereiforme Murrill
- Melanoleuca subcylindrispora Murrill (1945)
- Melanoleuca subdura (Banning & Peck) Murrill (1914)
- Melanoleuca subexcentrica Bon (1990)
- Melanoleuca subfuliginea Murrill
- Melanoleuca subfulvidisca Murrill (1949)
- Melanoleuca subisabellina Murrill (1911)
- Melanoleuca sublata Murrill (1942)
- Melanoleuca sublurida Murrill
- Melanoleuca sublutea (Peck) Murrill (1914)
- Melanoleuca submaculata (Peck) Murrill (1914)
- Melanoleuca submulticeps Murrill
- Melanoleuca subpessendata Murrill
- Melanoleuca subpulverulenta (Pers.) Singer (1939)
- Melanoleuca subresplendens Murrill
- Melanoleuca subrimosa Murrill (1942)
- Melanoleuca subsaponacea (Peck) Murrill (1914)
- Melanoleuca subsejuncta (Peck) Murrill (1914)
- Melanoleuca subsilvatica Murrill (1949)
- Melanoleuca substrictipes Kühner (1978)
- Melanoleuca subterrea Murrill
- Melanoleuca subterreiformis Murrill (1945)
- Melanoleuca subtrasmutans Murrill
- Melanoleuca subvelata Murrill
- Melanoleuca subvolkertii Murrill (1945)
- Melanoleuca tabularis (Pers.) Konrad
- Melanoleuca tanana L.S. Gillman & O.K. Mill. (1977)
- Melanoleuca tenuipes Murrill
- Melanoleuca terraeolens (Peck) Murrill (1914)
- Melanoleuca terrifera (Peck) Murrill (1914)
- Melanoleuca testata (Britzelm.) Singer (1935)
- Melanoleuca thompsoniana Murrill
- Melanoleuca thujina (Peck) Murrill (1914)
- Melanoleuca tottenii Murrill
- Melanoleuca transmutans (Peck) Murrill (1914)
- Melanoleuca trentonensis (Peck) Murrill (1914)
- Melanoleuca tristis M.M. Moser (1983)
- Melanoleuca tristis M.M. Moser (1986)
- Melanoleuca tristis M.M. Moser (1991)
- Melanoleuca tropicalis Pegler (1966)
- Melanoleuca tropicalis Guzmán (1982)
- Melanoleuca tucumanensis Singer (1952)
- Melanoleuca turrita (Fr.) Singer (1935)
- Melanoleuca umbrinella (Speg.) Singer (1950)
- Melanoleuca unakensis Murrill (1917)
- Melanoleuca ustaliformis Murrill (1945)
- Melanoleuca utahensis L.S. Gillman & McKnight (1977)
- Melanoleuca venenata (G.F. Atk.) Murrill (1914)
- Melanoleuca verrucipes (Fr.) Singer (1939)
- Melanoleuca vinosa (G. Stev.) E. Horak (1971)
- Melanoleuca virginea Murrill (1942)
- Melanoleuca viriditincta (Peck) Murrill (1914)
- Melanoleuca viscosa (Peck) Murrill (1914)
- Melanoleuca volkertii Murrill
- Melanoleuca watsonii Murrill (1945)
- Melanoleuca westiana Murrill (1940)
- Melanoleuca wrightii Raithelh. (1971)
- Melanoleuca xavieri Singer (1989)
- Melanoleuca yatesii Murrill (1905)
- Melanoleuca yucatanensis Guzmán & Bon (1984)
- Melanoleuca zaaminensis Kalamees (1987)

## Etimologia
Dal greco melas = nero e leukòs = bianco, nero e bianco, per i colori contrastanti delle lamelle e del cappello.